# Nanob
En  nanob (från grekiska νάνος, nanos, "dvärg" - jämför nano) är en liten trådformad struktur som först hittades i berg och sediment. Vissa vetenskapsmän antar att nanober är den minsta livsformen, 1/10 så stor som mykoplasma.
Inga bevis föreligger för att dessa strukturer är (eller inte är) levande organismer så deras klassificering är omtvistad och många anser att det är fråga om kristallstrukturer snarare än livsformer.
Upptäckten av nanober 1996 publicerades 1998 av Philippa Uwins et al.från University of Queensland, Australien. De hittades i borrprover av sandsten från trias och jura, från sökande efter oljekällor utanför Australiens västkust, på djup mellan 3400 och 5100 m under havsbottnen. Även om Unwin et al. är försäkrade över att det inte är frågan om kontamination från ytan, så utesluter de det inte helt.
De minsta är bara 20 nm i diameter. Många forskare tror att det är kristaller (speciellt kalciumkarbonat och  kalciumfosfat), men färgning med ämnen som binder till DNA kan indikera att de är levande, vilket emotsägs av andra källor. De är likartade de strukturer som återfunnits i ALH84001, en marsmeteorit som hittades i Antarktis. Det har också föreslagits att det är någon form av organisk nedbrytningsprodukt från olja.
Nanober är ungefär likstora med nanobakterier, som också är strukturer som föreslagits vara extremt små levande organismer och ofta(st) anses begreppen vara ekvivalenta.